# Shimonomori-dōri
Pour les articles homonymes, voir Shimonomori.
Le Shimonomori-dōri (下ノ森通, Shimonomori-dōri), ou Aiainozushi-dōri (相合図子通 / 相合辻子通, Ai'ainozushi-dōri), est une voie du centre ouest de Kyoto, dans les arrondissements de Nakagyō et Kamigyō. Orientée nord-sud, elle débute à l'Imakōji-dōri et termine au Sanjō-dōri (ja). Au sud, elle est interrompue par le parc Suzaku (朱雀公園). 

## Description

### Situation
Le Shimonomori-dōri est une petite rue de l'ouest des arrondissements de Nakagyō et de Kamigyō, se situant juste à l'ouest du quartier textile de Kyoto, le Nishijin (西陣). Il commence dans le quartier de Higashi'imakōji-chō (東今小路町) et termine dans celui de Nishinokyōhigashigekkō-chō (西ノ京東月光町). La rue débute à l'Imakōji-dōri (今小路通), une courte rue considérée comme une suite du Sasayachō-dōri (笹屋町通), qui termine à Shichihonmatsu, et termine au Sanjō-dōri (ja) (三条通), l'une des voies les plus importantes de la ville. La rue est très sinueuse, et effectue plusieurs virages vers l'est, puis vers l'ouest. La rue es interrompue au niveau de Kamioshikōji-dōri (上押小路通), devant le parc Suzaku (朱雀公園) et l'École intermédiaire Nishinokyō (ja) (京都市立西ノ京中学校). Elle suit le Shichihonmatsu-dōri (ja) (七本松通) à l'est et précède le Onmae-dōri (ja) (御前通) à l'ouest.
La circulation se fait en suns unique du nord au sud sauf entre Kyūnijō et Kamioshikōji, où aucun sens de la circulation est indiqué. La rue fait environ 2 200 mètres de long. 

### Voies rencontrées
Du nord au sud, en sens unique. Les voies rencontrées de la droite sont mentionnées par (d), tandis que celles rencontrées de la gauche, par (g). Seules les rues ayant un nom sont listées.
1. Imakōji-dōri (今小路通) - Aussi considéré comme une suite du Sasayachō-dōri (笹屋町通)
2. Ichijō-dōri (一条通) / Nakadachiuri-dōri (中立売通)
3. Ninnaji-kaidō (仁和寺街道)
4. Shimochōjamachi-dōri (下長者町通)
5. Shimodachiuri-dōri (下立売通)
6. Marutamachi-dōri (丸太町通)
7. Yasuragi no Michi (やすらぎの道)
8. Kyūnijō-dōri (旧二条通)
9. Kamioshikōji-dōri (上押小路通) [interruption de la rue]
10. Shimo'oshikōji-dōri (下押小路通) [réapparition de la rue]
11. Oike-dōri (御池通)
12. Aneyakōji-dōri (姉小路通)
13. Sanjō-dōri (ja) (三条通)

- Sources : (ja) Université Ritsumeikan Asia Pacific (en), « 近代京都オーバーレイマップ », sur Art Research Center,‎ 2023 (consulté le 13 septembre 2023).

### Transports en commun
Les bus du réseau d'autobus de Kyoto (ja) ne circulent pas sur la rue. Cependant, dû à sa proximité avec Shichihonmatsu, plusieurs arrêts sont très proches. Les stations du métro de Kyoto les plus proches sont gare de Nijō, conjointement desservie par la ligne Sagano de JR West, et Nishiōji Oike, toutes deux à une dizaine de minutes de marche sur Oike. 
Les arrêts sur Shichihonmatsu sont Marutamachi Shichihonmatsu (丸太町七本松), au carrefour des rues homonymes, Shichihonmatsu Demizu (七本松出水), Shichihonmatsu Ninnaji-kaidō (七本松仁和寺街道) et Kamishichiken (上七軒), au carrefour d'Imadegawa, Shichihonmatsu et Kamishichiken-dōri (上七軒通). Ces stations sont desservies par les lignes 15, 52, 93, 202 et 204 pour Marutamachi Shichihonmatsu, la ligne 52 seulement pour Shichihonmatsu Demizu et Shichihonmatsu Ninnaji-kaidō, et les lignes 10, 50, 51, 52, 55 et 203 pour Kamishichiken. Additionnellement, la rue est proche d'Onmae, et l'on trouve les stations Marutamachi Onmae-dōri (丸太町御前通), desservie par les lignes 15, 93, 202 et 204, et Kitano Tenmangū-mae (北野天満宮前), devient le sanctuaire Kitano au carrefour des rues Imadegawa, Onmae et Imakōji, desservie par les lignes 10, 50, 51, 52, 55 et 203.

## Odonymie
Le nom de cette rue provient du nom de la zone située devant le sanctuaire Kitano Tenman-gū à l'époque moderne, qui portait les noms de Shimonomori (下ノ森) et Tenjinomori (天神ノ森),. Durant l'époque d'Edo, la portion entre Ichijō et Shimodachiuri, s'appelait également « l'Allée des amoureux » (相合図子 / 相合辻子, Aiai no zushi), parfois écrit « Aiya no zushi » (藍屋図子 / 藍屋辻子), littéralement « allée des teinturiers à l'indigo »,,. Un « zushi » (図子 / 辻子) s'agissait d'un nom donné aux petites allées du nord de la ville impériale qui n'avaient pas été dessinées par le plan Jōbō (ja) (条坊制). « Aiai » signifie « être ensemble » et a une connotation amoureuse ; le terme est notamment utilisé dans la locution ai ai gasa (相合傘), qui signifie « parapluie pour deux ».
Le nom « Allée des amoureux » est dû aux nombreuses maisons closes dans le quartier chaud de Shimonomori (ja) (下の森 / 下ノ森), d'Onmae à l'ouest à Shichihonmatsu à l'est, dans les quartiers de Shintate-chō (新建町), Nishi-machi (西町), Higashi-machi (東町) et Sangen-chō (三軒町). Il y avait beaucoup d'autres bordels dans la région, notamment Kamishichiken (上七軒) et Goban-chō (ja) (五番町). 

## Histoire
À l'époque de la ville impériale, la rue était une petite allée du nom du « Nishikushige-kōji » (西櫛笥小路) entre l'« Avenue Kōkamon (ja) » (皇嘉門大路, Kōkamon-ōji) et l'« Avenue Nishi no Ōmiya » (西大宮大路, Nishi no Ōmiya-ōji). Selon le funshitsujō (ja) de « Hachijō Bōmonmen Tokinawatō » (八条坊門面解縄東), datant de l'époque Nanboku-chō (1336-1392), le Nishikushige-kōji correspondait au lieu-dit Tokinawa (解縄), mais il est inconnu s'il s'agissait d'une rue à ce moment-là où d'un simple marqueur pour délimiter les terres. La rue a pris de l'importance avec l'ouverture du Gakkan-in (ja) (学館院), un centre d'enseignement ouvert à l'angle de l'avenue Nijō et de l'avenue Nishi no Ōmiya, et le Marché ouest (西市) de la ville impériale, à l'intersection avec l'allée Nord (ja) (北小路),,. Vers le milieu de la période Heian, la rue a perdu de l'importance, tout comme la région entière de la Capitale de droite (右京), notamment après la destruction de Nishi no Ōmiya.
Jusqu'à l'ère Meiji (1868-1912), le « Nishikushige-kōji » de l'ouest de la ville impériale, circulant d'Ichijō à Sanjō. Cela est notamment montré dans la carte du « Heian Dōshi » (平安通志), ouvrage de 1894 tenant à recréer le plan de Kyoto au déménagement de la capitale du Japon à Heian-kyō (actuelle Kyoto) en 794. L'ouvrage suit le tracé original du plan Jōbō.

## Patrimoine et lieux d'intérêt
À son début, au carrefour avec Ichijō-Nakadachiuri, coin nord-ouest, se trouve le Motoyama Yūsei-ji (ja) (宥清寺), temple bouddhiste fondé en 1308 par Nichiben (ja) (日弁). Tout près, au carrefour Ichijō-Shichihonmatsu est placée la stèle commémorant la première apparition d'Okuni (阿国), une importante actrice kabuki à Kyoto. Sur la stèle est marquée qu'elle s'est produite pour la première fois à Kitano-Matsubara (ja)-Shimonomori. Du côté ouest, juste au nord de Ninnaji-kaidō, se trouve la stèle commémorant l'ancienne salle de laque (漆室, urushi-muro) de la ville impériale. Juste au sud de la stèle se trouve le cimetière du Ryūhon-ji (ja) (立本寺), lui-même situé à l'intersection de Shichihonmatsu-Ninnaji, dans lequel on remarque la tombe du samouraï Shima Sakon (1540-1600, 島 清興). 
Sur son côté est, juste au sud d'Ichijō, se trouvent beaucoup de « zushi » (allées) datant de l'époque de l'ancien palais impérial. Du côté est, juste au nord de Shimodachiuri, se trouve la plaque routière de la rue de type Jintan (ja) (仁丹), une entreprise pharmaceutique ayant réalisé de nombreuses plaques routières pour les rues de Kyoto avant que les actuelles plaques de ville soient placées. Il est à noter que le nom sur la plaque est « Aiainozushi-dōri » (相合ノ図子) au lieu de « Shimonomori-dōri ». Au carrefour avec Marutamachi, coin nord-ouest, est implanté le Centre de médecine préventive de Kyoto (京都予防医学センター). Du côté est, au nord de Kyūnijō, se trouve l'ancien temple Kenshō-ji (佛勅山顕正寺), reconverti en bureau municipal, mais où une stèle permet de rappeler l'ancien temple. Du même côté de rue, au nord de Kamioshikoji, se trouve les bains publics « Hana no Yu » (花の湯), ouverts en 1954. 
À Kamioshikoji, la rue est interrompue par la petite école intermédiaire Nishinokyō, ainsi que le parc public Suzaku. Le Gakkan-in se tenait auparavant sur le site du parc Suzaku. Au carrefour avec Aneyakōji se trouve le petit sanctuaire shinto Gekkō Inari (月光稲荷大明神).  

Quelques lieux d'intérêts
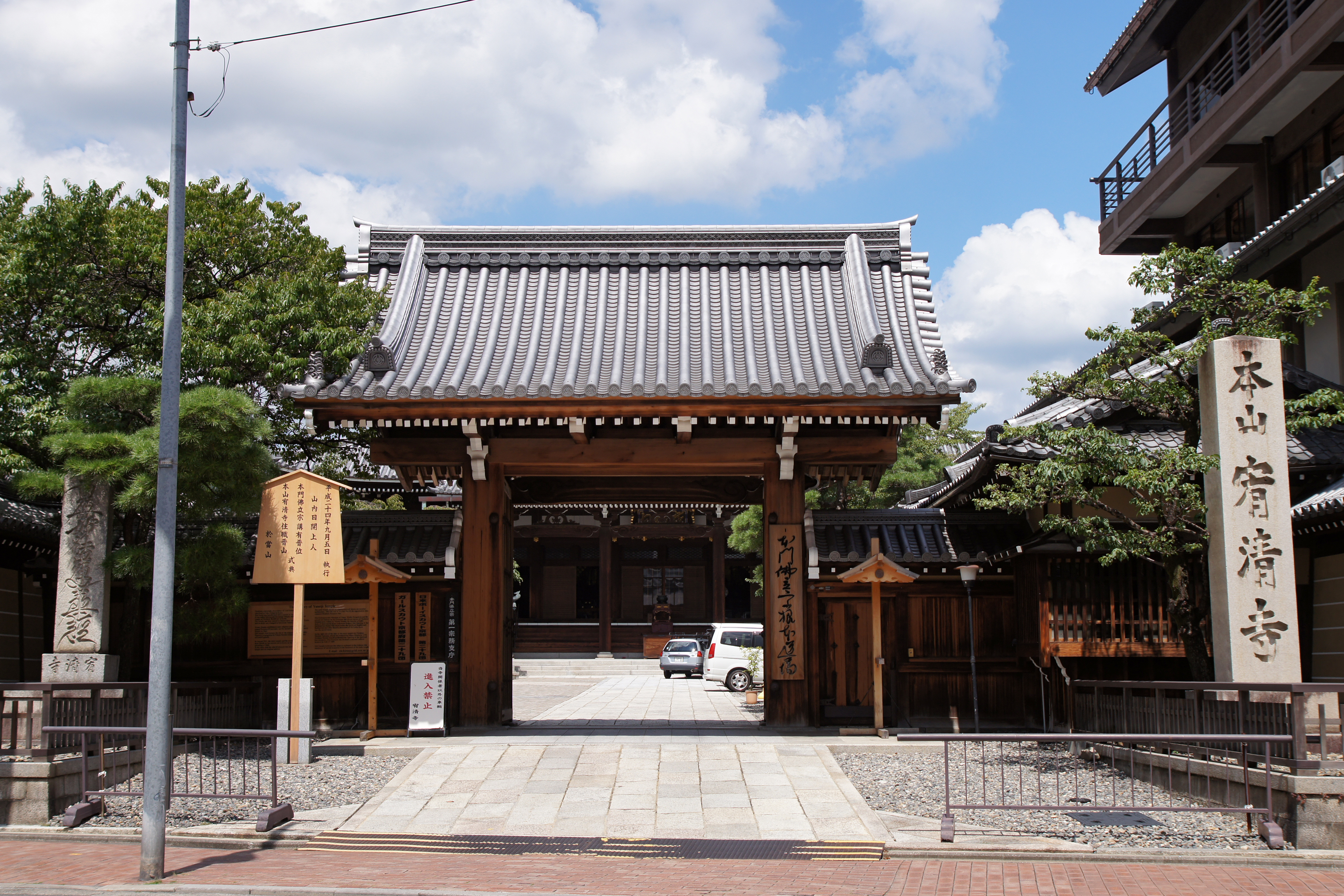
Le Yūsei-ji.
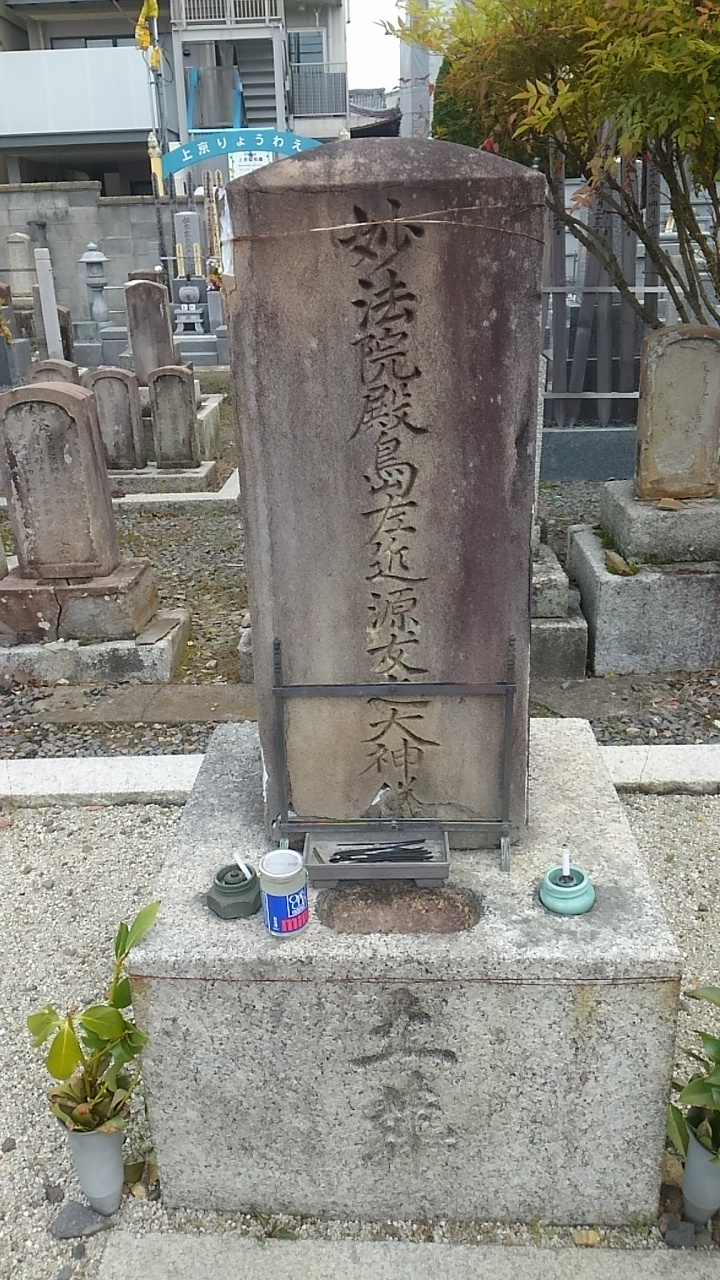
Tombe de Shima Sakon.
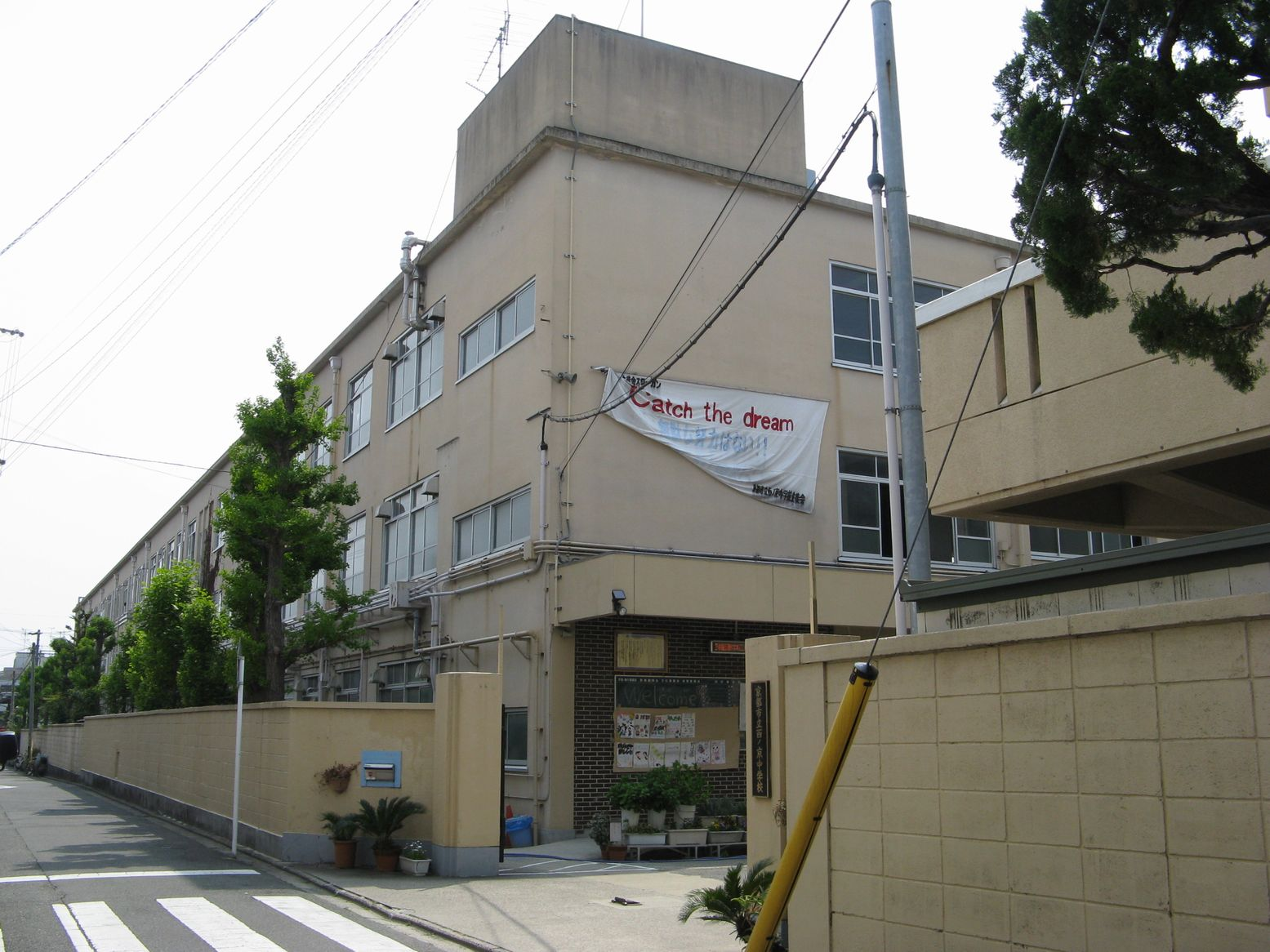
École Nishinokyō.